# Pierre de Rumfort
La Pierre de Rumfort, appelée aussi L'Homme Fort, est un menhir situé sur la commune du Theil-de-Bretagne dans le département français d'Ille-et-Vilaine.

## Description
La Pierre de Rumfort est une dalle de schiste de 2,80 m de hauteur, 1,60 m de large et 1 m d'épaisseur.
A 7 m de ce menhir, il existe une seconde dalle du même type (3,80 m de haut, 2,34 m de large et 0,40 m d'épaisseur) mais renversée au sol.
Deux autres blocs, en schiste pourpré eux-aussi, sont situés à proximité immédiate de ces deux menhirs.
| Bloc                                                      | Hauteur | Largeur | Position                                    |
| --------------------------------------------------------- | ------- | ------- | ------------------------------------------- |
| no 1                                                      | 1,50 m  | 1,14 m  | à 1,95 m au sud-est de la Pierre de Rumfort |
| no 2                                                      | 1,22 m  | 0,86 m  | à 7,80 m du deuxième menhir                 |
| Données : Les mégalithes du département d'Ille-et-Vilaine |         |         |                                             |

L'ensemble correspond peut-être aux vestiges d'un alignement signalé par J. Ogée, en 1779, dans son Dictionnaire historique et géographique de la Provence de Bretagne.